# Harmonisches Radar

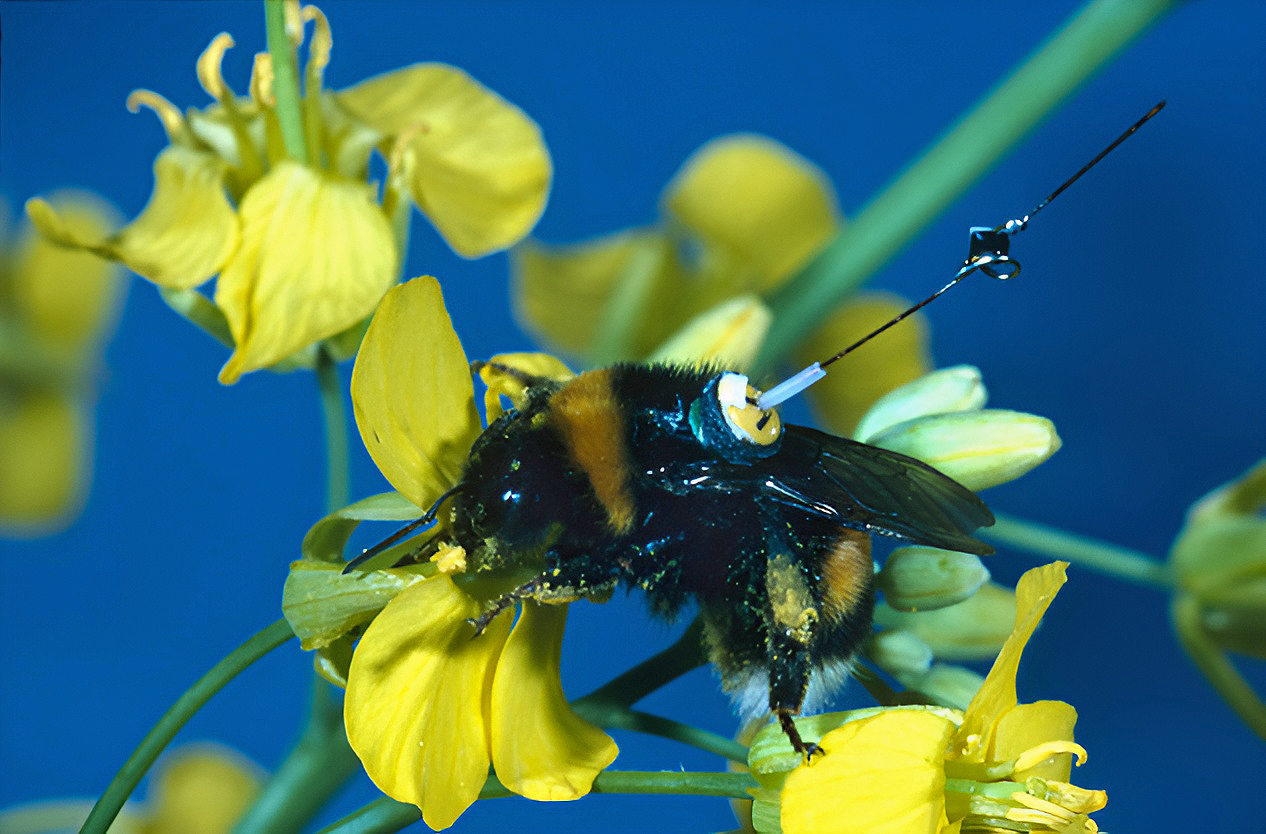
Eine Hummel mit Transponder für Harmonisches Radar

Harmonisches Radar ist ein Radarprinzip, bei dem die zweite oder dritte Harmonische (eine bestimmte Schwingung) einer ausgesendeten Radarfrequenz ausgewertet werden. Es wurde für unterschiedliche Zwecke entwickelt; so z. B. als Radar für die deutsche V2-Rakete, Lawinenopferradar, Käfer- und Froschverfolgungsradar, Autoabstandsradar, Diebstahlsensor, Minispiondetektor (NLJD, non-linear junction detector) und militärisches Radar für verborgene metallische Objekte (METRRA/SAR, Synthetic Aperture Metal Reradiation Reconnaissance Radar System).
Das grundsätzliche Prinzip beruht darauf, dass sich jedes Halbleiterelement und damit auch jede Metall-Metalloxid-Verbindung (rostiger Nagel) als nichtlineares Element verhält, das ein einfallendes Mikrowellensignal in die doppelte bzw. die dreifache Frequenz umwandelt und wieder abstrahlt. So bestehen z. B. die auf diesem Prinzip beruhenden Diebstahl-Tags aus einer kleinen aufgedampften Antenne mit einer Halbleiterdiode zwischen beiden Antennenzweigen. Beim Durchgang durch eine spezielle Schranke wird die Verdoppelung der Frequenz des gesendeten Mikrowellensignals detektiert und ein Alarm ausgelöst. Ebenso können mit einem tragbaren Radar Laufkäfer mit einer aufgeklebten Diode verfolgt werden oder auch verschüttete Lawinenopfer, die einen speziellen Skipass mit einer Diode mit sich führen, aufgefunden werden. 
Da die Reichweite dieses Radarprinzips nur einige Meter beträgt, hat es sich nur für spezielle Aufgaben durchgesetzt bzw. wird nur für Forschungszwecke (z. B. Käferradar) eingesetzt. Im Gegensatz zu anderen Radarprinzipien liefert das Harmonische Radar nur eine Richtungsangabe und keine Entfernungsinformation. Das Lawinenverschütteten- und Vermissten-Ortungssystem der Firma RECCO arbeitet nach diesem Prinzip.